# Scintillona daviei
Scintillona daviei is een tweekleppigensoort uit de familie van de Galeommatidae. De wetenschappelijke naam van de soort is voor het eerst geldig gepubliceerd in 2008 door B. Morton.